# Machimus pseudonicobarensis
Machimus pseudonicobarensis là một loài ruồi trong họ Asilidae. Machimus pseudonicobarensis được Joseph & Parui miêu tả năm 1987. Loài này phân bố ở miền Ấn Độ - Mã Lai.